# Gustavo Mantuan
Gustavo Mantuan (Santo André, 20 giugno 2001) è un calciatore brasiliano, centrocampista dello Zenit San Pietroburgo.

## Biografia
Dotato del passaporto italiano, è fratello di Guilherme Mantuan, difensore cresciuto anch'egli nel settore giovanile del Corinthians.

## Caratteristiche tecniche
È un centrocampista offensivo dotato di ottima visione di gioco ed abile con entrambi i piedi.

## Carriera
Cresciuto nel settore giovanile del Corinthians, approda all'età di 6 anni, perccorre tutta la trafila del settore giovanile del Timão inizialmente come giocatore di futsal. Fra il 2017 ed il 2019 subisce due gravi infortuni, prima la rottura del legamento crociato anteriore destro e poi la rottura di quello mancino, che lo fanno stare lontano dai campi per sedici mesi.
Nel 2020 viene promosso in prima squadra ed il 24 settembre esordisce nel Brasileirão subentrando a Fágner nei minuti finali dell'incontro perso 1-0 contro lo Sport Recife. Il 22 ottobre segna la sua prima rete aprendo le marcature nell'incontro di campionato vinto 2-1 contro il Vasco da Gama ma una settimana più tardi subisce un nuovo infortunio al legamento crociato sinistro che lo costringe nuovamente ad un lungo stop.

## Statistiche
Statistiche aggiornate al 1º dicembre 2020.

### Presenze e reti nei club
| Stagione        | Squadra         | Campionato      | Campionato | Campionato | Coppe nazionali | Coppe nazionali | Coppe nazionali | Coppe continentali | Coppe continentali | Coppe continentali | Altre coppe | Altre coppe | Altre coppe | Totale | Totale | Totale |
| Stagione        | Squadra         | Comp            | Pres       | Reti       | Comp            | Pres            | Reti            | Comp               | Pres               | Reti               | Comp        | Pres        | Reti        | Pres   | Reti   |        |
| --------------- | --------------- | --------------- | ---------- | ---------- | --------------- | --------------- | --------------- | ------------------ | ------------------ | ------------------ | ----------- | ----------- | ----------- | ------ | ------ | ------ |
| 2020            | Corinthians     | A1/SP+A         | 0+7        | 1          | CB              | 0               | 0               |                    | -                  | -                  |             | -           | -           | 7      | 1      |        |
| Totale carriera | Totale carriera | Totale carriera | 7          | 1          |                 | 0               | 0               |                    | -                  | -                  |             | -           | -           | 7      | 1      |        |

## Palmarès

### Club

#### Competizioni nazionali
- Campionato russo: 2

Zenit: 2022-2023, 2023-2024
- Coppa di Russia: 1

Zenit: 2023-2024
- Supercoppa di Russia: 2

Zenit: 2023, 2024